# Skulder
 For alternative betydninger, se Skulder (flertydig). (Se også artikler, som begynder med Skulder)
Skulderen er i anatomien den del af kroppen (et led), der forbinder forben/arm og torso.